# Resident
Resident är en titel för ett diplomatiskt sändebud, i rang mellan envoyé och chargé d’affaires. Resident är en statlig tjänsteman som krävs för att uppnå permanent uppehållstillstånd i ett annat land. En företrädare för hans regering har han officiellt diplomatiska funktioner som ofta ses som en form av indirekt styre.